# Зимние Сурдлимпийские игры 2011
XVII Зимние Сурдлимпийские игры должны были пройти на словацком горнолыжном курорте Высоке Татры, но были отменены незадолго до начала в связи с неготовностью спортивных объектов и нарушениями при организации.

## Выбор места проведения
Высоке Татры были выбраны местом проведения XVII Сурдлимпийских игр 4 января 2005 на 39-м Конгрессе Международного комитета спорта глухих в австралийском Мельбурне. Соревнования должны были пройти с 18 по 26 февраля 2011 года, в них собирались принять участие 252 спортсменов из 18 стран.

## Подготовка и отмена
Обратив внимание на проблемы в подготовке Игр, в мае 2010 года американская Федерация спорта глухих заявила, что они должны быть отменены. Однако глава национального сурдлимпийского комитета Словакии Яромир Руда убедил МКСГ в скорой готовности к принятию Игр. 11 февраля 2011 в Высоке Татры прибывает Тиффани Гранфос, исполнительный директор Международного спортивного комитета глухих, чтобы наблюдать за организацией и подготовкой Сурдолимпиады. На месте она приходит к выводу, что в тех условиях проведение Игр невозможно: спортивные объекты не достроены и сама организация на низком уровне. В тот же день официально объявлено об отмене XII Сурдлимпийских игр за неделю до их начала. Американские, японские, российские и украинские спортсмены уже прибыли в Словакию и там узнали об отмене Игр.

## Судебный процесс
На Яромира Руду было заведено уголовное дело, он обвинялся в хищении 1,7 млн евро. В ходе следствия его вина была полностью доказана, и в 2013 году словацкий суд по обвинению в мошенничестве осудил главу Сурдолимпийского комитета Словакии на 14,5 лет тюремного заключения.

## Виды спорта
Программа XVII Всемирных зимних игр глухих должна была включать 7 спортивных дисциплин (4 из которых индивидуальные, 3 — командные).

### Индивидуальные
- Скоростной спуск
- Лыжные гонки
- Слалом
- Сноуборд

### Командные
- Кёрлинг
- Лыжная эстафета
- Хоккей